# Ривз, Рэйчел
Рэйчел Ривз (англ. Rachel Reeves; род. 13 февраля 1979, Лондон) — британский политик, член Лейбористской партии. Первая женщина — Канцлер казначейства Великобритании (с 2024).

## Биография
Родилась в семье учителей Салли и Грэма Ривзов, росла в лондонском боро Луишем, являлась чемпионкой Великобритании по шахматам среди девочек моложе 14 лет. Окончила Оксфордский университет, где изучала философию, политику и экономику. Получила степень магистра по экономике в Лондонской школе экономики. Начинала профессиональную карьеру в Банке Англии, впоследствии работала в Lloyds Banking Group. В 16 лет вступила в Лейбористскую партию, как и её сестра Элли Ривз (Элли и её муж Джон Крайер стали депутатами парламента). В 2010 году Рэйчел Ривз избрана в Палату общин от округа Западный Лидс.
7 октября 2011 года, после первых 18 месяцев в парламенте, назначена теневым главным секретарём казначейства в теневом кабинете Милибэнда.
7 октября 2013 года лидер лейбористов Эд Милибэнд повысил Ривз в должности, переместив в кресло теневого министра труда и пенсий.
В 2015 году партию возглавил представитель левого крыла Джереми Корбин, и в его теневой кабинет Ривз не вошла.
В 2015 году Ривз была переизбрана в прежнем округе с результатом 48 %, улучшив на 5,7 % свой прежний результат. В 2017 году её поддержали уже 64 % избирателей против 26,2 %, полученных кандидатом консерваторов Зоуи Меткаф (Zoe Metcalfe). Выборы 2019 года оказались катастрофическими для лейбористов, но Ривз всё же вновь победила в своём округе, заручившись теперь поддержкой 55,1 % избирателей (сильнейшим из соперников опять стал консерватор — Марк Дормер, за него проголосовали 28,9 %).
5 апреля 2020 года при формировании теневого кабинета нового лидера лейбористов Кира Стармера получила должность теневого канцлера герцогства Ланкастерского.
6 мая 2021 года состоялись неудачные для лейбористов местные выборы и дополнительные выборы в Палату общин, по итогам которых 9 мая 2021 года Кир Стармер произвёл кадровые изменения в своём теневом кабинете, в частности повысив Ривз — она стала теневым канцлером казначейства.
5 июля 2024 года при формировании кабинета Стармера после победы лейбористов на парламентских выборах стала первой в истории женщиной — канцлером Казначейства.

## Политические взгляды
Ривз написала исследования по финансовому кризису 2007–2008 годов для журнала Fabian Review, Института исследований общественной политики, Социалистической ассоциации охраны окружающей среды и ресурсов и Европейского журнала политической экономики. В статье для журнала Renewal под названием "Политика сокращения дефицита" Ривз критикует тогдашнюю финансовую ситуацию и усилия по снижению бюджетного дефицита. В 2009 году Ривз выступала за количественное смягчение, чтобы смягчить последствия мирового экономического кризиса 2008–2013 годов, изучив эффекты этой политики в Японии в начале 2000-х годов.
Ривз поддерживает проект высокоскоростной железной дороги HS2 и поднимала этот вопрос в Палате общин, а также участвовала в кампании за предложенную железнодорожную станцию Kirkstall Forge. В 2008 году она участвовала в кампании по спасению исторических бань Брамли.
Ривз является заместителем председателя организации Лейбористские друзья Израиля (Labour Friends of Israel), внесла главу в книгу об израильской политике и обществе и поддерживает фонд Аушвиц-Биркенау. В 2014 году Ривз воздержалась при голосовании по парламентской резолюции о признании палестинского государства, которая была принята при поддержке Лейбористской партии под руководством Эда Милибэнда, после того как Ривз и другие про-израильские депутаты-лейбористы попросили Милибэнда не поддерживать резолюцию.

## Личная жизнь
Рэйчел Ривз — старшая сестра Элли Ривз, члена Палаты общин от Лейбористской партии, также вошедшей в теневое правительство Стармера.
Рейчел Ривз состоит в браке с бывшим спичрайтером Гордона Брауна Николасом Джойси. В преддверии майских выборов 2015 года, имея годовалую дочь, заявила о готовности в случае победы лейбористов занять в правительстве пост министра труда, но тут же взять отпуск по беременности, поскольку уже в середине июня должен был родиться её второй ребёнок.